# Indianizacja
Indianizacja − termin spopularyzowany przez George Coedèsa, określający proces historyczny w wyniku którego kraje Azji Południowo-Wschodniej przyjęły indyjską religię, kulturę i formy organizacyjne swoich państw. Początkowo uważano, że do indianizacji doszło w wyniku hinduskiej ekspansji terytorialnej i kolonizacji. Zdaniem Coedèsa indianizacja odbyła się w wyniku pokojowej ekspansji gospodarczej i działalności misyjnej indyjskich braminów. Prymitywni tubylcy przyjęli kulturę wyżej rozwiniętych przybyszów.  Obecne badania archeologiczne dowodzą istnienia w Indochinach wysoko rozwiniętych ośrodków cywilizacyjnych na długo przed okresem indianizacji. Państwa te miały rozległe kontakty z Indiami, Chinami, a nawet z Europą. A ponieważ zamieszkująca je ludność austronezyjska królowała wówczas na morzach, powszechny się staje pogląd, że to oni sami przywieźli indyjską kulturę w wyniku swoich podróży.